# Campeonato Cearense Série C 2023
In 2022 werd het negentiende Campeonato Cearense Série C gespeeld voor voetbalclubs uit de Braziliaanse staat Ceará. De competitie werd georganiseerd door de FCF. De competitie werd gespeeld van 17 september tot 9 november. Pacatuba werd kampioen.

## Eerste fase
| Plaats | Club             | Wed. | W | G | V | Saldo | Ptn. |
| ------ | ---------------- | ---- | - | - | - | ----- | ---- |
| 1.     | Maranguape       | 8    | 6 | 1 | 1 | 18:3  | 19   |
| 2.     | Cariri           | 8    | 6 | 0 | 2 | 16:4  | 18   |
| 3.     | Calouros do Ar   | 8    | 5 | 0 | 3 | 15:10 | 15   |
| 4.     | Terra e Mar      | 8    | 1 | 1 | 6 | 3:20  | 4    |
| 5.     | Esporte Limoeiro | 8    | 0 | 2 | 6 | 2:17  | 2    |

|  | Geplaatst voor tweede fase en promotie naar Série B 2024 |

## Finale
|                   |               |       |        |                       |
| 12 augustus 15:00 | Maranguape    | 1 – 0 | Cariri | Moraisão (Maranguape) |
| 12 augustus 15:00 | Guilherme 45' |       |        | Moraisão (Maranguape) |

### Kampioen
| Campeonato Cearense de 2023 - Série C |
| Ceará                                 |
| ------------------------------------- |
| MARANGUAPE Kampioen (1° titel)        |